# Domenico Negrone
Domenico Negrone (Génova, 1672 - Génova, 1736) foi o 147.º Doge da República de Génova e rei da Córsega.

## Biografia
A eleição de Negrone como Doge da República de Génova ocorreu em 13 de outubro de 1723, o centésimo segundo numa sucessão de dois anos e o n.º cento e quarenta e sete na história republicana. Como Doge, ele também foi investido no cargo bienal de rei da Córsega. No seu mandato, o Doge Negrone decretou um aumento de 10% nos impostos sobre mercadorias procedentes do Grão-Ducado da Toscana, medida já implementada na época do predecessor Cesare De Franchi Toso que já havia causado o colapso do tráfego comercial e que havia sido consequentemente cancelada. Ele encerrou o mandato a 13 de outubro de 1725, mas continuou a servir à república em outros cargos públicos. Negrone morreu em Génova em 1736.